# Wereldkampioenschappen boogschieten 1965
De wereldkampioenschappen boogschieten 1965 waren door de Fédération Internationale de Tir à l'Arc (FITA) georganiseerde kampioenschappen voor boogschutters. De 23e editie van de wereldkampioenschappen vond plaats in de Zweedse stad Västerås van 20 tot en met 23 juli 1965.

## Medailles

### Recurve
| Onderdeel             | Goud | Goud                                             | Zilver | Zilver                                        | Brons | Brons                                        |
| --------------------- | ---- | ------------------------------------------------ | ------ | --------------------------------------------- | ----- | -------------------------------------------- |
| Mannen (individueel)  | FIN  | Matti Haikonen                                   | USA    | Joe Thornton                                  | USA   | Ben Walker                                   |
| Mannen (team)         | USA  | Joe Thornton Dick Tone Ben Walker                | FIN    | Matti Haikonen Jorma Sandelin Tuomo Virtanen  | SWE   | John Bask Kjell-Åke Dunder Per-Ola Jäderberg |
| Vrouwen (individueel) | FIN  | Maire Lindholm                                   | SAF    | Anita Schlebusch                              | SAF   | Juliette Rijff                               |
| Vrouwen (team)        | USA  | Grace Frye Amborski Ardelle Mills Helen Thornton | FIN    | Maire Lindholm Elma Haikonen Tuulikki Valkama | GBR   | C. Britton J. Chapman P. White               |

### Medaillespiegel
| Plaats | Land                | Goud | Zilver | Brons | Totaal |
| 1      | Finland             | 2    | 2      | 0     | 4      |
| 2      | Verenigde Staten    | 2    | 1      | 1     | 4      |
| 3      | Zuid-Afrika         | 0    | 1      | 1     | 2      |
| 4      | Verenigd Koninkrijk | 0    | 0      | 1     | 1      |
| 4      | Zweden              | 0    | 0      | 1     | 1      |
| Totaal | Totaal              | 4    | 4      | 4     | 12     |